# Jürgen Schreiber (Journalist)
Jürgen Schreiber (* 30. Januar 1947 in Heilbronn; † 21. Februar 2022 in München) war ein deutscher Reporter und Investigativjournalist.

## Leben und Werk
Schreiber war mehr als 30 Jahre lang Reporter. Er war während dieser Zeit hauptsächlich für die Stuttgarter Zeitung und die Frankfurter Rundschau tätig. Als Autor war er zudem mehrfach in den Zeitschriften GEO, Sports, Merian und dem Zeit-Magazin vertreten. Er gehörte zu den Gründungsmitgliedern der inzwischen eingestellten Wochenzeitung Die Woche. Als Reporter war er auch zeitweilig beim SZ-Magazin. Ab 1999 arbeitete er für den Berliner Tagesspiegel und war von 2001 bis 2007 als dessen Chefreporter tätig. Im Zusammenhang mit dem Fall Gäfgen deckte er die Folterandrohung durch Wolfgang Daschner gegenüber dem damals Beschuldigten Magnus Gäfgen auf.
2005 veröffentlichte Schreiber das Buch Ein Maler aus Deutschland, welches das Familiendrama des international bekannten deutschen Malers Gerhard Richter aufdeckte. Schreiber enthüllte darin, dass Richters in einem berühmten Porträt als Tante Marianne gemalte Tante Marianne Schönfelder nicht nur von NS-Ärzten umgebracht wurde, sondern dass sein Schwiegervater, Heinrich Eufinger, als Obersturmbannführer der SS bei der Sterilisierung geistig Behinderter eine maßgebliche Rolle spielte – ohne dass Gerhard Richter davon gewusst hatte.
Ein Buch über die gemeinsamen Frankfurter Jahre mit Joschka Fischer erschien im September 2007. Sein Buch über Monika Ertl von 2009 erhielt gemischte Kritiken.
Jürgen Schreiber starb im Februar 2022 in München im Alter von 75 Jahren an den Folgen eines Schlaganfalls.

## Preise und Auszeichnungen
- 1981 Deutscher Preis für Denkmalschutz: Journalistenpreis
- 1992 erhielt er den Theodor-Wolff-Preis (als Journalist der Frankfurter Rundschau).
- 2002 und 2004 wurde er mit dem Wächter-Preis der deutschen Presse ausgezeichnet.

## Werke (Auswahl)
- Ein Maler aus Deutschland. Gerhard Richter – Das Drama einer Familie. Pendo, München/Zürich 2005. ISBN 3-86612-058-3
- Meine Jahre mit Joschka. Nachrichten von fetten und mageren Zeiten, Econ, Berlin 2007, ISBN 3-430-30033-9
- Sie starb wie Che Guevara. Die Geschichte der Monika Ertl. Artemis & Winkler, Düsseldorf 2009, ISBN 978-3-538-07274-9
- Die Stasi lebt: Berichte aus einem unterwanderten Land. Droemer/Knaur, München 2009, ISBN 3-426-78251-0